# Полиспермия
Полиспермия — проникновение в яйцо при оплодотворении нескольких спермиев. Ядро только одного из них соединяется с женским пронуклеусом, а остальные исключаются из развития, непосредственно в самой ооплазме.
Различают физиологическую и патологическую полиспермию.
- Физиологическая полиспермия свойственна нескольким группам животных с внутренним осеменением (пауки, насекомые, акуловые рыбы, хвостатые земноводные, пресмыкающиеся и птицы).
- Патологическая полиспермия наблюдается у физиологически моноспермных животных (с наружным и у ряда групп с внутренним осеменением, в том числе у млекопитающих). При слишком высокой концентрации спермиев или плохом физиологическом состоянии яиц механизмы, обеспечивающие в норме моноспермность оплодотворения, недостаточно эффективны, и в яйца может проникнуть по несколько спермиев, которые включаются в развитие, вызывая глубокие нарушения; зародыш оказывается нежизнеспособным.

У растений — проникновение в яйцеклетку и во вторичное ядро зародышевого мешка больше одного спермия (обычно двух), независимо от их дальнейшей судьбы.